# Dry Creek Waterfall
Der Dry Creek Waterfall ist ein Wasserfall am nördlichen Ende der Stadt Lower Hutt in der Region Wellington auf der Nordinsel Neuseelands. Er liegt im Lauf des Dry Creek, der nur wenige hundert Meter hinter dem Wasserfall in den Te Awa Kairangi / Hutt River mündet. Seine Fallhöhe beträgt rund 4 Meter.
Vom Besucherparkplatz am Hebden Cress führt ein beschilderter Wanderweg in einer Stunde zum Wasserfall.